# トルヴィスコーザ
トルヴィスコーザ（伊: Torviscosa）は、イタリア共和国フリウリ＝ヴェネツィア・ジュリア州ウーディネ県にある、人口約2,600人の基礎自治体（コムーネ）。

## 地理

### 位置・広がり

#### 隣接コムーネ
隣接するコムーネは以下の通り。括弧内のGOはゴリツィア県所属を示す。
- バニャーリア・アルサ
- チェルヴィニャーノ・デル・フリウーリ
- ゴナルス
- グラード (GO)
- ポルペット
- サン・ジョルジョ・ディ・ノガーロ
- テルツォ・ダクイレーイア

### 気候分類・地震分類
トルヴィスコーザにおけるイタリアの気候分類 (it) および度日は、zona E, 2395 GGである。
また、イタリアの地震リスク階級 (it) では、zona 3 (sismicità bassa) に分類される。

## 姉妹都市
- Champ-sur-Drac、フランス